# Judô do Brasil

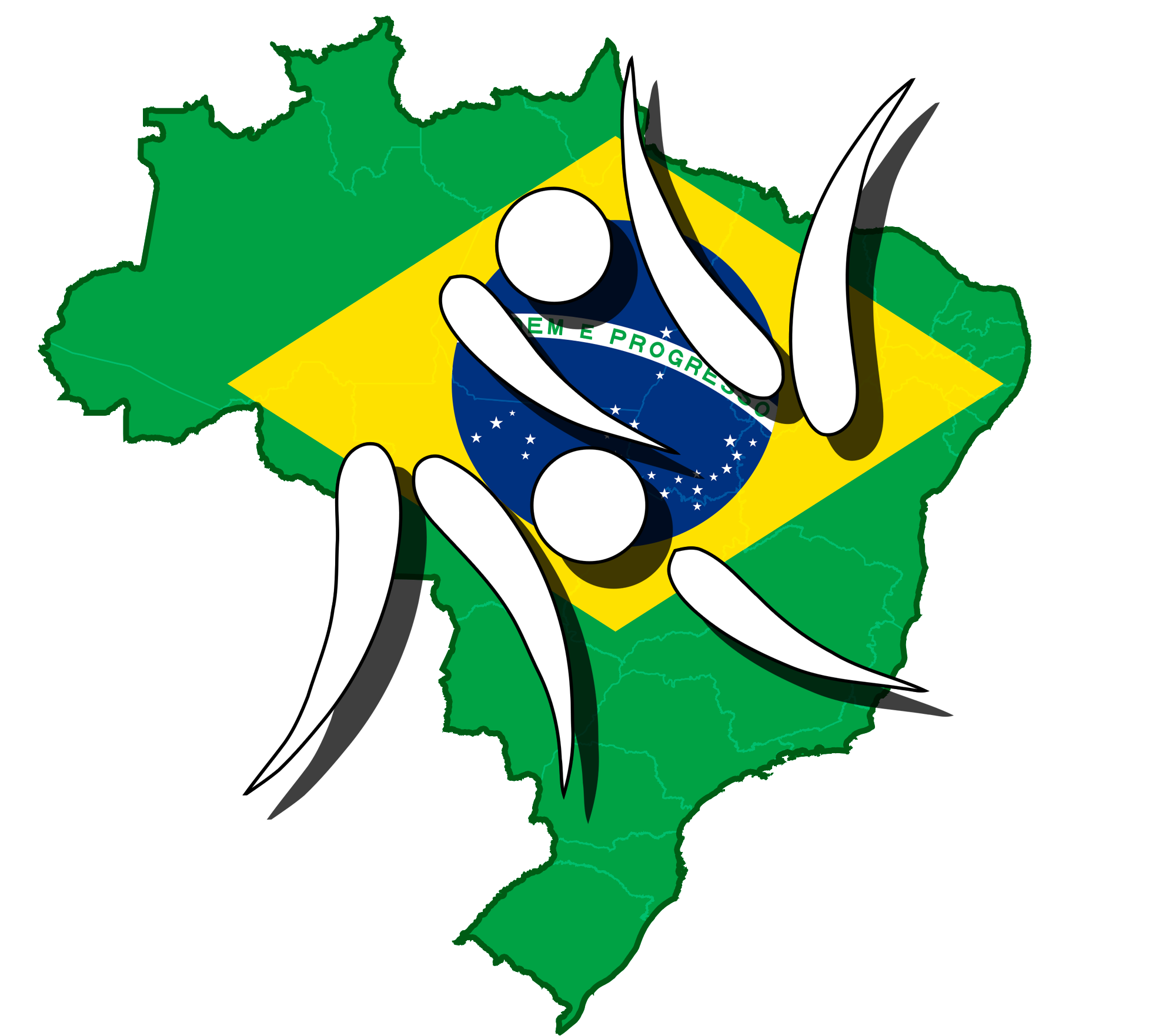
O esporte conta com cerca de 2,5 milhões de praticantes no Brasil.

O Judô é um esporte de combate individual que no Brasil tem bom prestígio e popularidade, produzindo bons resultados em nível internacional, sendo um dos que mais trouxeram medalhas olímpicas ao país: com aproximadamente dois milhões de praticantes, foram 28 medalhas em Jogos Olímpicos de Verão no total, sendo cinco de ouro, quatro de prata e dezenove de bronze. 
Disputado em Olimpíadas desde Tóquio 1964 (15 edições até Paris 2024) em que o esporte consta do programa oficial, o Brasil não subiu ao pódio em somente três ocasiões. As primeiras referências que encontramos quanto à introdução do judô no Brasil datam de muitos anos após a criação desta arteesporte no Japão, pelo mestre Jigoro Kano, quando, por volta de 1922, Mitsuyo (Eisei) Maeda, faz sua primeira luta em solo brasileiro em Porto Alegre, no Rio Grande do Sul. O esporte viria a ter um forte impulso com a chegada de 1 grupo de japoneses, em 1938, liderado por Ryuzo Ogawa, que fundou a Academia Hombu Budokan. Em 1969 é criada a Confederação Brasileira de Judô, reconhecida por decreto federal três anos depois, em 1972. O país foi sede do Campeonato Mundial de Judô em duas ocasiões, sendo uma edição masculina em 1965 e a atual forma unificada em 2007, tendo sido eleito para sediar também uma  terceira edição, em 2013, todas elas na cidade do Rio de Janeiro, competição essa que o país coleciona 25 pódios no total em sua participação até a edição de 2011, em Paris, na França.
Do Brasil também vem o Jiu-Jítsu brasileiro (BJJ), arte marcial que originou no Judô mas com foco no ne waza e posteriormente se separaria do Judô e se tornaria também extremamente popular internacionalmente.
Em 2017, Massao Shinohara tornou-se o primeiro, e por enquanto único, brasileiro com a graduação máxima do judô, o 10º Dan, que recebeu da Confederação Brasileira de Judô em cerimônia realizada na própria Associação de Judô Vila Sônia.

## História
O professor Stanlei Virgílio em seu livro a Arte do Judô, Papiarus 1986, faz referência ao mestre Massao Shinohara (primeiro e único brasileiro com a graduação máxima do judô, o 10º Dan), onde o mesmo afirma em seu manual de judô, publicação de maio de 1982, que o judô foi implantado no Brasil por volta do ano de 1922 com o advento da imigração japonesa ao país, cujo primeiro contingente chegou ao porto de Santos em 18 de junho de 1908, a bordo do navio Kasato Maru. Com referência ao judô, entretanto não há registros de nomes, datas ou locais.
Stanlei também faz referências muito vagas sobre um certo professor Miura que teria ensinado judô no Brasil por volta de 1922. Ainda segundo Stanlei, o mestre Kwanichi Takeshita afirma que foi no início dos anos vinte que chegou o judô ao Brasil, impressionando os esportistas pela facilidade com que se venciam os desafios feitos aos nossos lutadores.
Stanlei tenta explicar essa duplicidade de datas pela forma como foi introduzido o judô no Brasil, pois de um lado há uma corrente formada pelos pioneiros do Kasato Maru e subsequentes, que se dedicando a outros misteres, principalmente a agricultura, faziam do judô um derivativo, uma atividade social, uma forma de manter laços e apagar a saudade da pátria longínqua. Poderia se dizer que praticavam um judô localizado, restrito a pequenos grupos e sem fins lucrativos. O primeiro registro com referência a esse grupo iriam para Tatsuo Okoshi, que chegou ao Brasil em 1924, seguindo-se Katsutoshi Naito, Sobei Tani, Ryuzo Ogawa e outros mais.
Por outro lado, em uma outra corrente estavam os "lutadores", isto é, aqueles que lançando e aceitando desafios, lutando publicamente, além de buscarem a implantação do judô entre nós, faziam disso uma forma de subsistência ou complementação financeira. Entre este colocaríamos Mitsuyo Maeda (Conde Koma), Takagi Saigo, Geo Omori, Ono, visto por este prisma, o judô começou a ser implantado no início dos anos vinte.
Olhando uma forma e outra achamos que a primazia pode realmente estar com os japoneses. época foi à atuação dos lutadores, que atingiam com seus espetáculos um número bem maior e de forma mais positiva os possíveis interessados. Com o passar do tempo essa situação inverteu-se, já não mais havendo os espetáculos como eram proporcionados naqueles tempos. Assim se uns chegaram primeiro, os outros atuaram de forma mais objetiva e eficiente para a implantação do judô naquela época.
Foi no início dos anos 1910 que chegou ao Brasil Mitsuyo Maeda, ou Eisei Maeda como querem alguns, tendo ele a seu crédito o primeiro registro nos anais da história do judô brasileiro, aceitando desafios e ganhando todos, promovendo assim esse esporte. Radicou-se finalmente em Belém do Pará, onde montou sua escola com algum sucesso. De seus vários alunos, restaram a família Gracie e Luiz França  que deram continuidade ao seu trabalho, progredindo e fundando novas escolas em algumas capitais e se projetando no cenário esportivo brasileiro.
Hélio Gracie, em luta contra dois campeões japoneses, Yukio Kato e Masahiko Kimura, ganhou do primeiro e perdeu para o segundo, o que na época foi um grande feito e o seria ainda nos dias de hoje. Desenrolaram-se as duas lutas no solo (Katame waza), pois nosso lutador certo de sua inferioridade em peso e no combate em pé (Nage waza), inteligentemente forçou a luta no solo onde tinha melhores chances, e o resultado provou o acerto de raciocínio.
Oswaldo Fadda, aluno de Luiz França, estabeleceu no subúrbio carioca uma escola que desenvolveu-se independente da família Gracie. Nos anos 1950, sua academia desafiou e venceu a academia Gracie em duas ocasiões. Em seu esforço para ensinar aquilo que aprendera, Fadda formou vários mestres, iniciando outro ramo do nascente jiu-jitsu brasileiro.
Assim, as escolas Gracie e Fadda prosperaram e espalharam-se por várias capitais, mas sempre se dedicando mais ao ju-jutsu, motivo pelo qual prosperaram, pois nós brasileiros, ainda não estávamos preparados para um esporte como o judô, até então desconhecido e que se confundia com seu predecessor o ju-jutsu, que monopolizava as atenções e interesses que havia.
Em 1924 ou 1925 chega Takagi Saigo, instalando-se em São Paulo e como não obteve bons resultados, prontamente voltou ao Japão. Nessa mesma época chegou também Tatsuo Okoshi 8º Dan, que teve participação bem maior no desenvolvimento do judô brasileiro. Foi o fundador e primeiro presidente no Brasil da Associação dos Faixas Pretas do Kodokan e também fundador e primeiro diretor técnico da Federação Paulista de Judô.
Em 1898, foi à vez de Geo Omori, lutador extraordinário, que lançando e aceitando desafios, muitos deles no antigo Circo Queirolo, em São Paulo, a exemplo de Mitsuyo Maeda, ganhava sempre e assim chamando a atenção e contribuindo à sua maneira para manter viva a tênue chama que mais tarde viria transformar-se num dos maiores esportes brasileiros. Seria também em 1928 a chegada de Katsutoshi Naito, 7º dan, que se radicou em Suzano, São Paulo. Sua participação na organização e consolidação do nosso judô foi marcante. Ocupou pela primeira vez a função de diretor do departamento de judô da Federação Paulista de Pugilismo, então mentora oficial do nosso esporte, antes da fundação da Federação de Judô.
Outro a chegar em 1928 foi Yasuichi Ono, então 3º dan, que também aceitando desafios e trabalhando com extrema dedicação pelo judô, fez jus a que seu nome fosse inscrito com todo mérito e justiça nas páginas da história do nosso esporte. Em 1932 abre a sua primeira academia, mãe de muitas outras que prosperaram e dão continuidade ao trabalho do grande mestre, hoje 9º dan. Somente nas décadas de 1930 e 1940, com a corrente migratória japonesa que se instalava em São Paulo, muitos outros mestres surgiram iniciando a prática do judô nas colônias interioranas e, no Rio de Janeiro, em Itajaí e na Baixada Fluminense, alguns professores se dedicaram à divulgação e à prática do judô.
Grandes mestres se destacaram, mas, persistiam alguns mantendo a antiga denominação de ju-jutsu, originando discussões, dissociando uma denominação da outra, obrigando aqueles que se empenhavam na divulgação do judô a um exaustivo trabalho de doutrinação chegando, muitas vezes, ao extremo de aceitar desafios, para confronto entre seus participantes. Ainda na década de 1930, mais precisamente em 1931 chega Sobei Tani, 6º dan, estabelecendo-se com sua academia em Jaraguá, São Paulo, de onde saíram grandes campeões como os irmãos Shiozawa, Koki Tani e outros. Outros mais foram chegando e localizando-se no interior, levando para diversas regiões onde a imigração japonesa era mais intensa, o esporte que só mais tarde iria frutificar e tornar-se popular.
Chegava ainda ao Brasil em 1934 o mestre Ryuzo Ogawa, 8º dan, fundando a academia Ogawa (Budokan), com o único objetivo de aprimorar a cultura física, moral e espiritual, através do esporte de quimono (keikogi), obedecendo aos princípios morais e filosóficos pregados pelo mestre Jigoro Kano. Não se poderá deixar de reconhecer que o grande passo para o crescimento do judô no Brasil foi iniciado com o mestre Ogawa, em 1938, quando o mesmo juntamente com um grupo de idealistas oriundos do longínquo Japão, começaram um trabalho de amplos ideais, que visava projetar este nosso esporte na preferência dos brasileiros, separando-o definitivamente do ju-jutsu. Esse trabalho foi à conquista final para a confirmação do judô no Brasil, sobrepondo-se ao ju-jutsu e expandindo-se rapidamente para o interior, onde em algumas regiões, embora muito discretamente já era praticado. Com a mesma intensidade e rapidez investiu também para outros estados, alastrando-se praticamente por todo Brasil.
Na década de 1940 consolida-se o prestígio do judô em todo o Brasil, esclarecidas as dúvidas quanto às suas origens do antigo ju-jutsu, propagando-se a sua prática no Rio de Janeiro, Paraná, Minas Gerais e Rio Grande do Sul, dentre outros estados, fundando-se novas academias e crescendo o número de seus praticantes.
Assim a mercê do esforço e dedicação de japoneses e brasileiros, o judô progride a passos largos. Em São Paulo, no ano de 1951 foi realizado o seu primeiro campeonato oficial. Em 1954 o Rio de Janeiro também realiza o seu. Ainda em 1954, realiza-se o primeiro Campeonato Brasileiro, tendo como sua maior expressão o judoca Massayoshi Kawakami, campeão nas categorias 3º dan e absoluto. Em 1956, o Brasil participa pela primeira vez de uma competição no exterior, mais precisamente do II Campeonato Pan-Americano, realizado em Cuba, ficando em honroso segundo lugar. Formavam a equipe os judocas Massayoshi Kawakami, Sunji Hinata, Augusto Cordeiro, Luiz Alberto Mendonça, Hikari Kurachi e Milton Rossi.
Continuando com mais força nos anos 50 o já vigoroso crescimento da década de 40, necessário se faz à criação de um órgão mentor para dirigir, coordenar as atividades judoísticas em franco desenvolvimento. Para essa coordenação funda São Paulo a sua federação em 17 de abril de 1958, e o Rio de Janeiro em 9 de agosto de 1962. Dirigia na época o judô no Brasil a Confederação Brasileira de Pugilismo. Dia a dia acentuava-se a necessidade de um órgão nascido nos próprios meios judoísticos, dedicando-se exclusivamente ao judô, que o representasse a nível nacional e internacional. Assim em 18 de março de 1969 foi fundada a Confederação Brasileira de Judô, tendo como seu primeiro presidente Paschoal Segreto Sobrinho.
Em 22 de fevereiro de 1972, foi a Confederação Brasileira de Judô reconhecida oficialmente, sendo então o seu presidente até o início de 1979, Augusto de Oliveira Cordeiro.
A bibliografia quanto à evolução do judô no Brasil é carente e existe muita controvérsia sobre o seu surgimento. Há mais recente delas foi publicada na revista Ippon, ano 2, nº 12, setembro/97, São Paulo. Onde ficou comprovado após longa pesquisa, realizada pelo amazonense Rildo Heros, que o ju-jutsu e o judô desembarcaram juntos no Brasil, em 1914, em Porto Alegre-RS, pelo japonês Mitsuyo Maeda, aluno desde infância do mestre Jigoro Kano. No começo de 1977, após extenso trabalho de entrevistas e pesquisas embasadas em jornais da época, além de testemunhos de imigrantes antigos, detectou-se que a primeira residência do judô no Brasil foi Manaus, no Amazonas, depois de entrar no país por Porto Alegre. Esta versão da história escrita por Carlos Bortole foi publicada com a certeza de sua exatidão. A chancela do instituto Kodokan parece dar garantia total à nova versão.

## Medalhistas Olímpicos Brasileiros
Munique 1972
- Chiaki Ishii – Bronze (Meio-Pesado)

Los Angeles 1984
- Douglas Vieira – Prata (Meio-Pesado)
- Luís Onmura – Bronze (Leve)
- Walter Carmona – Bronze (Médio)

Seul 1988
- Aurélio Miguel – Ouro (Meio-Pesado)

Barcelona 1992
- Rogério Sampaio – Ouro (Meio-Leve)

Atlanta 1996
- Henrique Guimarães – Bronze (Meio-Leve)
- Aurélio Miguel – Bronze (Meio-Pesado)

Sydney 2000
- Tiago Camilo – Prata (Leve)
- Carlos Honorato – Prata (Médio)

Atenas 2004
- Leandro Guilheiro – Bronze (Leve)
- Flávio Canto – Bronze (Meio-Médio)

Pequim 2008
- Leandro Guilheiro – Bronze (Leve)
- Ketleyn Quadros – Bronze (Leve)
- Tiago Camilo – Bronze (Meio-médio)

Londres 2012
- Felipe Kitadai – Bronze (Ligeiro)
- Sarah Menezes − Ouro (Ligeiro)
- Mayra Aguiar- Bronze (Meio Pesado)
- Rafael Silva- Bronze (Pesado)

Rio 2016
- Rafaela Silva - Ouro (Leve)
- Mayra Aguiar - Bronze (Meio Pesado)
- Rafael Silva - Bronze (Pesado)

Tokyo 2020
- Daniel Cargnin - Bronze (Meio Leve)
- Mayra Aguiar - Bronze (Meio Pesado)

Paris 2024
- Willian Lima – Prata (Meio-Leve)
- Larissa Pimenta – Bronze (Meio-Leve)
- Beatriz Souza – Ouro (Pesado)
- Beatriz Souza, Rafaela Silva, Ketleyn Quadros, Larissa Pimenta, Daniel Cargnin, Rafael Macedo, Leonardo Gonçalves, Rafael Silva, Willian Lima, Guilherme Schimidt  – Bronze (Por Equipes)

## Principais beneméritos do judô brasileiro
- Augusto de Oliveira Cordeiro (Rio de Janeiro, 1920) - foi o primeiro presidente da Confederação Brasileira de Judô depois de oficializada, em 1972, permanecendo no cargo até o início de 1979, e presidente da União Pan-Americana de Judô, de 1956 a 1972. Contribuiu muito para o desenvolvimento do judô no Brasil, tanto como atleta, técnico, e inúmeras vezes, como chefe de delegações em competições internacionais. Como professor, formou alunos de destaque, entre os quais Luiz Alberto Mendonça (tricampeão sul-americano); Rudolf Hermany (campeão brasileiro); Antônio Kroff (campeão brasileiro); Antônio Afonso Alves (campeão brasileiro) entre outros. Em 1964, recebeu o convite especial da Kodokan para atuar com árbitro nos Jogos Olímpicos de Tóquio. Seu maior sonho realizado foi conseguir elevar o nível técnico do judô brasileiro, que permitiu a expansão desse nobre esporte para todos os estados do país.
- Jamil Kalil Nasser (1914-1979) - foi um dos responsáveis pela fundação da CBJ sempre se colocando em segundo plano procurando não aparecer e foi um dos que mais procuraram dar autossuficiência ao judô brasileiro, foi também o que mais batalhou para a realização do 1º Campeonato Brasileiro de Judô. E em 1956 juntamente com Paschoal Segreto Sobrinho conseguiu que o Brasil sediasse o 1º Campeonato Mundial em 1966.
- Tatsuo Okochi (8º Dan, 1892-1965) - chegou ao Brasil em 1924, foi o fundador e primeiro presidente da Associação de Faixas Pretas de Kodokan, fundador e primeiro diretor técnico da Federação Paulista de Judô. Conseguiu trazer vários professores de judô do Japão para elevar o nível técnico do judô brasileiro, contribuindo muito para o intercâmbio cultural entre os dois países.
- Sobei Tani (6º Dan, 1908-1969) - chegou ao Brasil em 1931, estabeleceu-se na região do Jaraguá, em São Paulo, fundou sua academia, onde ensinou judô aos jovens. Entre seus alunos, destacam-se os irmãos Shiozawa, consagrados atletas que defenderam o Brasil em várias competições internacionais.
- Mitsuyo Maeda (Conde Koma, 7º Dan, 1878-1941) - em 1913 veio ao Brasil, estabeleceu-se definitivamente em Belém do Pará, ficou famoso por ter realizado várias lutas, aceitando desafios de boxeadores, lutadores de luta livre e outros, vencendo a todos e divulgando o nome do judô.
- Katsutoshi Naito (7º Dan, 1895-1969) - chegou ao Brasil em 1928, quatro anos depois em 1932, iniciava suas atividades judoísticas, no bairro de Rio Baixo, em Suzano, São Paulo. Foi um dos fundadores da Zenhaku Ju Kendo Ren Mei, que por sua vez deu início à direção do judô no Brasil. Foi o primeiro medalhista olímpico do Japão (1924, em Paris), com a modalidade de luta livre olímpica, e consequentemente, introduziu esta prática esportiva no Japão. Ocupou o primeiro cargo de diretor de judô, na Federação Paulista de Pugilismo.
- Ryuzo Ogawa (8º Dan, 1883-1975) - fundador da Academia Budokan chegou ao Brasil em 1934. Tornou sua academia a primeira de projeção nacional, instalando filiais em vários estados como São Paulo, Rio de Janeiro, Minas Gerais, Paraná, Rio Grande do Sul, entre outros. O número de filiais da Academia Budokan chegou a mais de 100 unidades, em todo o Brasil. Conhecido como professor de rigorosos métodos e disciplinas, procurou fazer com que seus alunos seguissem à risca os ensinamentos do verdadeiro judô. E até hoje a Associação Hombu Budokan de Judô existe, e quem passa os conhecimentos e técnicas de Ryuzo Ogawa aos alunos são os seus netos (filhos de Matsuo Ogawa): Sensei Hitoshi Ogawa e Sensei Hatiro Ogawa, ambos 6º Dan.
- Sadai Ishihara  (9º Dan, - 2001) - Fundador e presidente da Liga Norte Paranaense de Judô de 1955 a 1961. É um verdadeiro patrimônio do judô brasileiro, foi aluno da Kodokan de Tókio, participou do Torneio do Imperador, no qual apenas os melhores eram convidados. Sadai chega ao Brasil em 1932 e vai para Ibitinga-SP, depois muda-se com sua família para Assaí-PR e, em 1945, começa a dar aulas de aulas na Seção Cedro, região rural da cidade, e em 1952, na escola Fuji. A cidade se tornou o berço do judô e com a grande procura de alunos, muitas vezes vindo de outras cidades, e em 1954, construiu sua academia com 200 metros quadrados de tatames. Em 1957, a academia chegou a ter 170 alunos e conquistando quase todos os títulos paranaenses que disputaram desde 1952. [13]